# Ollachactia mucronata
Ollachactia mucronata är en tvåvingeart som beskrevs av Townsend 1927. Ollachactia mucronata ingår i släktet Ollachactia och familjen parasitflugor.
Artens utbredningsområde är Peru. Inga underarter finns listade i Catalogue of Life.